# Maglie
Maglie is een gemeente in de Italiaanse provincie Lecce (regio Apulië) en telt 15.252 inwoners (31-12-2004). De oppervlakte bedraagt 22,4 km2, de bevolkingsdichtheid is 681 inwoners per km2.
De volgende frazioni maken deel uit van de gemeente: Morigino.

## Demografie
Maglie telt ongeveer 5634 huishoudens. Het aantal inwoners steeg in de periode 1991-2001 met 0,2% volgens cijfers uit de tienjaarlijkse volkstellingen van ISTAT.
| Jaar | Inwoneraantal |
| ---- | ------------- |
| 1991 | 15.223        |
| 2001 | 15.255        |

## Geografie
De gemeente ligt op ongeveer 81 m boven zeeniveau.
Maglie grenst aan de volgende gemeenten: Bagnolo del Salento, Corigliano d'Otranto, Cursi, Cutrofiano, Melpignano, Muro Leccese, Palmariggi, Scorrano.